# Tramwaj
Tramwaj è un cortometraggio muto del 1966 diretto da Krzysztof Kieślowski e sui esordio come regista; venne prodotto dalla Scuola nazionale di cinema, televisione e teatro Leon Schiller di Łódź in cui egli studiava all'epoca. Il film fu proiettato a un festival a Hong Kong l'11 settembre 2000 e inserito come extra in alcune edizioni DVD di Non desiderare la donna d'altri.

## Trama
Un ragazzo vede una ragazza su un tram che si allontana. Corre dietro al tram e si ritrova a bordo da solo con la ragazza. Si scambiano sguardi, poi lei si addormenta contro il finestrino. Il ragazzo scende dal tram e la guarda attraverso il finestrino, poi decide di rincorrere di nuovo il mezzo.